# Jack Kerris
John Edward "Jack" Kerris (Chicago, Illinois, 30 de enero de 1925-Fort Wayne, Indiana, 4 de diciembre de 1983) fue un jugador de baloncesto estadounidense que disputó 4 temporadas en la NBA. Con 1,98 metros de estatura, jugaba en la posición de ala-pívot.

## Trayectoria deportiva

### Universidad
Jugó durante cuatro temporadas con los Ramblers de la Universidad Loyola Chicago, con los que jugó la final del NIT en 1949, anotando 23 puntos en un partido que les enfrentó a San Francisco. Fue durante años el máximo anotador histórico de la universidad, con 1.556 puntos.

### Profesional
Fue elegido en la novena posición del Draft de la BAA de 1949 por Chicago Stags, quienes lo enviaron a Tri-Cities Blackhawks, donde tras 4 partidos fue traspasado a Fort Wayne Pistons a cambio de John Mahnken. En los Pistons jugó 3 años, destacando la temporada 1950-51, en la que promedió 10,5 puntos y 7,0 rebotes por partido.
En la temporada 1952-53 fue traspasado a Baltimore Bullets a cambio de Fred Scolari, donde jugaría su última temporada como profesional. En el total de su carrera promedió 8,7 puntos y 8,2 rebotes por partido.

## Estadísticas de su carrera en la NBA

### Temporada regular
| Temp.   | Edad | Equipo     | Liga | P   | TIT | MIN  | TC  | TCA  | %TC  | 3P | 3PA | %3P | TL  | TLA | %TL  | R.OF. | R.DEF. | REB | ASIS | ROB | TAP | PER | FP  | PTS  |
| 1949-50 | 25   | TOTAL      | NBA  | 68  |     |      | 2.3 | 7.1  | .326 |    |     |     | 2.5 | 3.8 | .650 |       |        |     | 1.7  |     |     |     | 2.6 | 7.1  |
| 1949-50 | 25   | Tri-Cities | NBA  | 4   |     |      | 2.0 | 6.5  | .308 |    |     |     | 2.5 | 3.0 | .833 |       |        |     | 2.0  |     |     |     | 3.3 | 6.5  |
| 1949-50 | 25   | Fort Wayne | NBA  | 64  |     |      | 2.3 | 7.1  | .327 |    |     |     | 2.5 | 3.9 | .641 |       |        |     | 1.7  |     |     |     | 2.5 | 7.1  |
| 1950-51 | 26   | Fort Wayne | NBA  | 68  |     |      | 3.8 | 10.1 | .370 |    |     |     | 3.0 | 4.3 | .681 |       |        | 7.0 | 2.7  |     |     |     | 3.7 | 10.5 |
| 1951-52 | 27   | Fort Wayne | NBA  | 66  |     | 32.5 | 2.8 | 7.3  | .388 |    |     |     | 3.3 | 4.9 | .668 |       |        | 7.8 | 3.2  |     |     |     | 4.0 | 8.9  |
| 1952-53 | 28   | Baltimore  | NBA  | 69  |     | 20.6 | 1.3 | 3.7  | .363 |    |     |     | 1.3 | 2.0 | .629 |       |        | 4.3 | 2.3  |     |     |     | 2.4 | 4.0  |
| Total   |      |            | NBA  | 271 |     | 26.5 | 2.5 | 7.0  | .363 |    |     |     | 2.5 | 3.8 | .662 |       |        | 6.3 | 2.5  |     |     |     | 3.2 | 7.6  |

### Playoffs
| Temp.   | Edad | Equipo     | Liga | P  | MIN | TCA | TC | 3PA | 3P | TLA | TL | R.OF. | REB | ASIS | ROB | TAP | PER | FP | PTS | %TC  | %3P | %FT   | MIN  | PTS  | REB | AST |
| 1949-50 | 25   | Fort Wayne | NBA  | 4  |     | 12  | 30 |     |    | 13  | 22 |       |     | 5    |     |     |     | 17 | 37  | .400 |     | .591  |      | 9.3  |     | 1.3 |
| 1950-51 | 26   | Fort Wayne | NBA  | 3  |     | 9   | 26 |     |    | 5   | 10 |       | 20  | 10   |     |     |     | 15 | 23  | .346 |     | .500  |      | 7.7  | 6.7 | 3.3 |
| 1951-52 | 27   | Fort Wayne | NBA  | 2  | 63  | 7   | 20 |     |    | 11  | 20 |       | 18  | 9    |     |     |     | 11 | 25  | .350 |     | .550  | 31.5 | 12.5 | 9.0 | 4.5 |
| 1952-53 | 28   | Baltimore  | NBA  | 2  | 31  | 2   | 10 |     |    | 3   | 3  |       | 2   | 0    |     |     |     | 4  | 7   | .200 |     | 1.000 | 15.5 | 3.5  | 1.0 | 0.0 |
| Total   |      |            | NBA  | 11 | 94  | 30  | 86 |     |    | 32  | 55 |       | 40  | 24   |     |     |     | 47 | 92  | .349 |     | .582  | 23.5 | 8.4  | 5.7 | 2.2 |